# Центр управления полётами (организация)
Центр управле́ния полётами (ЦУП) — учреждение, обеспечивающее практическое управление полётами космических аппаратов разных классов. Обычно ЦУПы являются подразделениями космических агентств. В мире существует несколько агентств, среди которых крупнейшими являются следующие:
- Федеральное космическое агентство России (Роскосмос)
  - Центр управления полётами — Королёв, Московская область
  - Главный испытательный центр испытаний и управления космическими средствами имени Г. С. Титова — Краснознаменск, Московская область
  - Центр управления спутниками народно-хозяйственного назначения (ЦУП-НХ) — ОАО «Информационные спутниковые системы» имени академика М. Ф. Решетнёва, Железногорск, Красноярский край
  - ЦУП-Л — ФГУП НПО им. С. А. Лавочкина, Химки, Московская область
  - ЦУП Бонум (ЦКС Сколково) — ФГУП «Космическая связь», Сколково, Московская область
- Национальное управление США по аэронавтике и исследованию космического пространства (НАСА)
  - Центр управления полётами (НАСА) — Хьюстон, Техас
  - Лаборатория реактивного движения — Пасадина, Калифорния
- Европейское космическое агентство (ЕКА)
  - Европейский центр управления космическими объектами — Дармштадт, Германия
  - ATV Control CentreАвтоматический грузовой корабль (ЕКА) — Тулуза, Франция
  - Columbus Control Center[англ.] — Оберпфаффенхофен, Германия
- Китайское национальное космическое управление (CNSA)
  - Пекинский центр управления космическими полётами[англ.]